# Mecodinops lilacina
Mecodinops lilacina là một loài bướm đêm trong họ Noctuidae.